# 세르비아 사회당
세르비아 사회당(세르비아어: Социјалистичка партија Србије)은 세르비아의 사회민주주의 정당이다.

## 역사

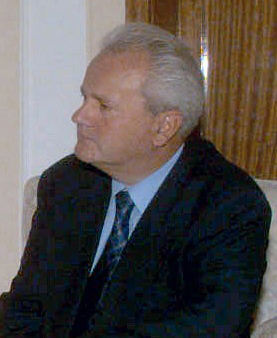
당의 설립자로, 1990년부터 1997년까지 당의 지도자로 있었던 슬로보단 밀로셰비치.

세르비아 사회당은 1990년, 슬로보단 밀로셰비치의 주도로 세르비아 티토파 동맹 (유고슬라비아 연방 티토파 동맹의 세르비아 세력) 과 세르비아 근로인민사회주의동맹 (Socijalistički savez radnog naroda Jugoslavije, 유고슬라비아 근로인민사회주의 동맹의 세르비아 세력) 이 합동하여 결성되었다. 같은 해 티토파 연방에서 열린 총선거에서 다수당 직위를 거머쥐어 여당으로 선출되었다.
이후 세르비아 급진당을 비롯한 여러 우익, 극우 정치세력과 제휴하면서, 슬로보단 밀로셰비치 정권을 지원하고 크로아티아 독립 전쟁, 보스니아 전쟁, 코소보 전쟁에서 밀로셰비치 정권이 지향하는 연방 티토주의 적 정책을 지지하였다. 
2000년 밀로셰비치가 축출되자 (불도저 혁명, 세르비아어로는 Демонстрације 5. октобра 2000.), 세르비아 사회당은 권력을 잃었으며, 같은 해 세르비아 의회 선거에서 의석이 급감해 250석 중 37석을 획득하는 데 그쳤다. 이후 2003년 의회 선거에서 22석, 2007년 의회 선거에서 16석을 차지하며 점점 쇠퇴하는 양상을 보였다.

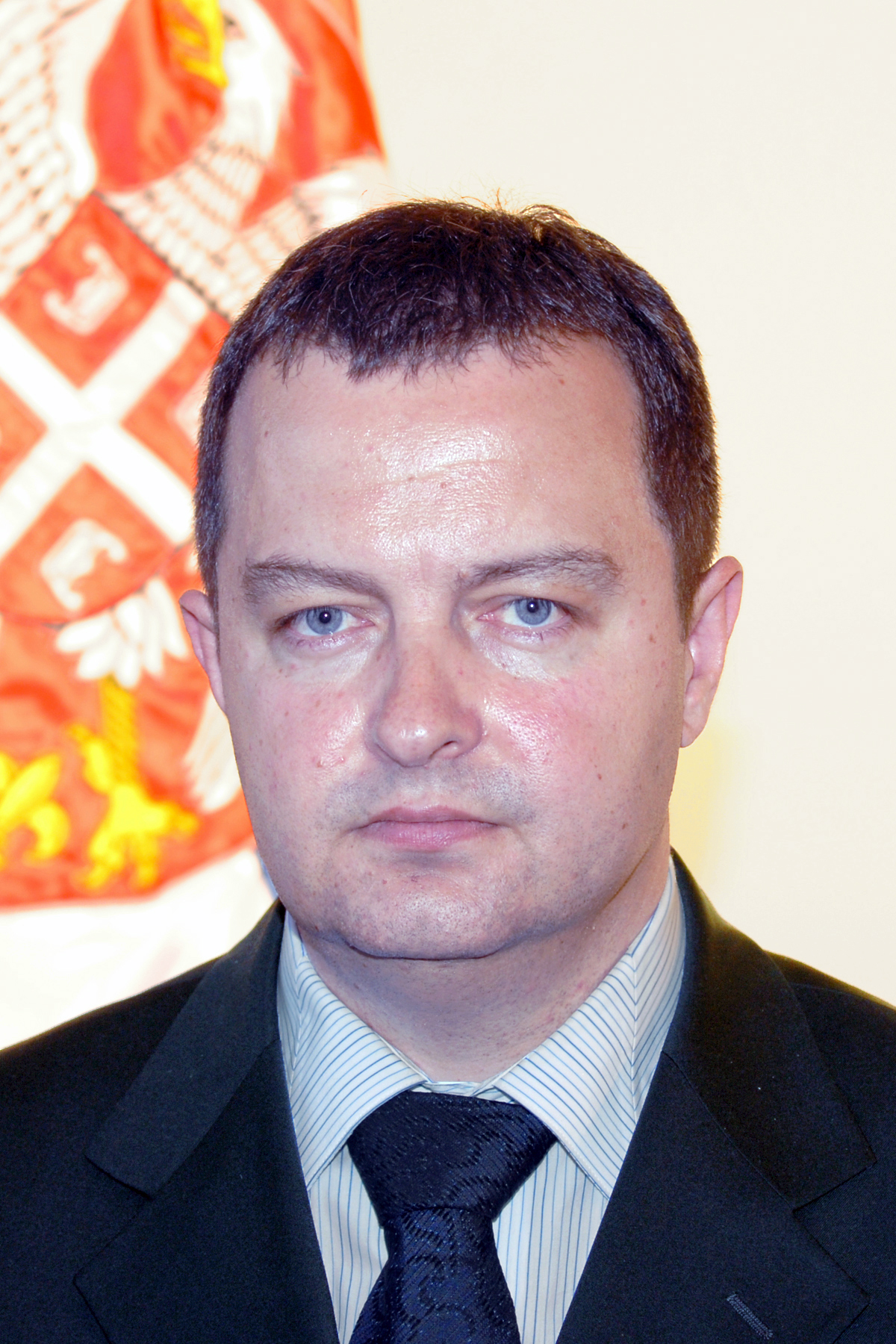
세르비아 사회당의 현 지도자이자, 세르비아의 현 내무장관 이비차 다치치 (Ivica Dačić).

하지만 2008년 의회 선거에서는 20석을 차지하며 당세를 회복하는 모습을 보였고, 선거 이후 요시프 티토와 슬로보단 밀로셰비치가 주창한 연방 티토파 정책을 포기하였으며, 보리스 타디치 세르비아 대통령이 이끄는 민주당을 비롯한 친서방파들과 연립 정권을 수립하였다. 이로 인해 세르비아 사회당은 소규모 정당 형태로 8년 만에 여당 일각에 복귀하게 되었다. 2011년 기준으로, 세르비아 국회에서 전체 250석 중 12석을 보유하고 있다.

## 선거 결과
| 연도   | 득표수    | 득표율 | 의석 수   | 의석 수 변동 | 비고 | 집권 여부 |
| ------ | --------- | ------ | --------- | ------------ | ---- | --------- |
| 1990년 | 2,320,587 | 46.09% | 194 / 250 | 194          |      | 집권      |
| 1992년 | 1,359,086 | 28.77% | 101 / 250 | 93           |      | 집권      |
| 1993년 | 1,576,287 | 36.65% | 123 / 250 | 22           |      | 집권      |
| 1997년 | 1,418,036 | 34.26% | 85 / 250  | 38           |      | 집권      |
| 2000년 | 515,845   | 13.76% | 37 / 250  | 48           |      | 야당      |
| 2003년 | 291,341   | 7.62%  | 22 / 250  | 15           |      | 연립 집권 |
| 2007년 | 227,580   | 5.64%  | 16 / 250  | 6            |      | 야당      |
| 2008년 | 313,896   | 7.58%  | 11 / 250  | 4            |      | 집권      |
| 2012년 | 567,689   | 14.51% | 25 / 250  | 14           |      | 집권      |
| 2014년 | 484,607   | 13.49% | 25 / 250  | 보합         |      | 집권      |